# Wola Baranowska LHS
Wola Baranowska LHS – towarowa stacja kolejowa w Knapach, w gminie Baranów Sandomierski, w powiecie tarnobrzeskim, w województwie podkarpackim, w Polsce. Położona na linii kolejowej nr 65 (Linii Hutniczej Szerokotorowej). Infrastruktura stacji obejmuje: rampę ładunkową boczną, bocznice przeładunkowe, place ładunkowe, Skład Celny i kasę towarową. Od 2011 znajduje się tu Zakład Przerobu Kruszyw o zdolności przerobowej 200 t kruszywa/godzinę, będący własnością PS Trade Trans. Przerabiany surowiec pochodzi z Gór Świętokrzyskich oraz Ukrainy (granit, granitodioryt, bazalt).